# Jacob Roggeveen
Jacob Roggeveen (1. veljače 1659. – 31. siječnja 1729.), nizozemski istraživač poslan da pronađe Terru Australis, no umjesto toga slučajno je pronašao Uskršnji otok.
Njegov otac, Arent Roggeveen, bio je matematičar sa zanimanjem u astronomiju, zemljopis, kao i teoriju navigacije. Također je bio okupiran proučavanjem mitskog kontinenta Terre Australis, te je čak dobio pečat za istraživačko putovanje. Ipak, tek je njegov sin, u dobi od 62 godine, sakupio tri broda i krenuo na ekspediciju.
Prije nego što je otputovao, vodio je vrlo zaposlen život. Dana 30. ožujka, 1683. postao je javni bilježnik Middelburga (glavnog grada pokrajine Zeeland, u Norveškoj, gdje se rodio). Doktorirao je pravo 12. kolovoza 1690. na Sveučilištu u Harderwijku, te radio od 1707. do 1714. kao Raadsheer van Justitie ("Lord Vijeća Pravde") u Bataviji (današnjoj Jakarti). Godine 1715. vraća se u Middelburg.
Uključio se i u vjerske kontroverze. Podupirući liberalnog propovjednika Pontiaana van Hattema objavio je letak De val van 's werelds afgod (Pad svjetskog idola). Prvi se dio letka pojavio 1718. u Middelburgu, nakon čega biva zaplijenjen sa strane gradskog vijeća i spaljen. Roggeveen je pobjegao iz Middelburga u obližnji Flushing. Nakon nekog vremena skrasio se u malom gradiću Arnemuidenu, te objavio drugi i treći dio serijala ponovo podižući kontroverze.
Na dan 1. kolovoza otplovio je na svoju ekspediciju, u službi Norveške Zapadne Indijske Kompanije, u potrazi za Terrom Australis. Ekspedicija se sastojala od 3 broda: Arenda, Thienhovena i Afrikaansche Galey.
Roggeveen je prvo plovio do Falklandskih Otoka (koje je nazvao Belgia Australis), zatim prošavši kroz tjesnac Le Maire i nastavivši južno preko 60 stupnjeva južno ušao je u Tihi ocean. Približio se obali kraj Valdivije (Čile). Posjetio je i otočje Juan Fernández, gdje je proveo vrijeme od 24. veljače do 17. ožujka. Kasnije je naišao na Uskršnji otok (Rapa Nui) baš na Uskrsnu nedjelju, 5. travnja 1722. (gdje je zabilježio populaciju od 2,000 - 3,000 stanovnika). Tada je otplovio prema Bataviji preko Tuamotua, Društvenih otoka i Samoe, gdje je uhićen zbog prekršivanja monopola Norveške Zapadne Indijske Kompanije, no Kompanija je kasnije bila prisiljena da ga oslobodi, kako bi mu nadoknadila zbog nevolja te otplatila njegovoj posadi. Godine 1723. Roggeveen se vraća u Nizozemsku.
Nakon svog dolaska objavio je i četvrti dio svojeg serijala De val van 's werelds afgod.